# Фу Пі
Фу Пі (кит.: 苻丕; піньїнь: Fú Pi; помер 386) — четвертий імператор Ранньої Цінь періоду Шістнадцяти держав.

## Життєпис
Був старшим сином Фу Цзяня. Зійшов на престол після смерті свого батька та втечі офіційного спадкоємця Фу Хуна з держави. Пробув при владі недовго. 386 року зазнав поразки від правителя Західної Янь Мужун Юна. Трохи згодом Фу Пі був убитий цзіньським генералом Фен Гаєм.

## Девіз правління
- Тайань (太安) 385—386